# Raúl Anganuzzi
Raúl L. Anganuzzi (20 luglio 1906 – ...) è stato uno schermidore argentino, vincitore di una medaglia di bronzo nella scherma ai giochi olimpici.